# Paleo
Paleo eller palæo er en diæt, som består af fødeemner som fandtes i den palæolitiske tid (jægerstenalderen).
Diæten, som for mange er en decideret livsstil, består af kød, fisk, skaldyr, grøntsager, æg, frugt, bær og nødder. Hovedparten af ens kost bør bestå af kød og grønt.[kilde mangler]
Hovedpunkterne i paleo-diæten er, at man undgår mælkeprodukter, alle slags korn, bælgfrugter, sukker og tilmed stort set alle forarbejdede fødevarer.[kilde mangler]
Der er i de senere år kommet flere nuancerede bud på,[kilde mangler] hvad en palæo-kost bør bestå af, og bevægelser inspireret af palæo, bl.a. The Primal Blueprint, The Perfect Health Diet og Whole9, som alle har det til fælles, at de anbefaler en kost bestående af rene, hele fødevarer.
Den danske forsker Sabine Karg, der er arkæolog og botaniker ved Københavns Universitet, har dog påvist, at man også i stenalderen spiste stivelse. Det på trods af, at stivelse i de fleste nuancer af paleo-diæten ikke er tilladt. Begrundelsen er blandt andet, at man ikke spiste stivelse i stenalderen, men den danske forskers undersøgelser af stenalderbopladser har vist spor af fx rødder, frø og strandbede, som indeholder kulhydrater såsom stivelse. Dette var føden, som kvinderne samlede ind, når jægerne vendte hjem uden bytte. Denne forskning udfordrer dele af paleo-diætens grundlag.

## Eksterne kilder og henvisninger
- The Paleo Diet af Loren Cordain, 2010.
- Stenalderjægerne guffede gerne kulhydrater, videnskab.dk